# Great Horkesley
Great Horkesley är en by och en civil parish i Colchester i Essex i England. Orten har 2 259 invånare (2001).